# Daniel Bizer
Daniel Bizer (* 26. September 1992 in Waiblingen) ist ein deutscher Schauspieler.
Von 2005 bis 2007 spielte er in der Kinderkrimiserie Ein Fall für B.A.R.Z. die Rolle des Bartholomäus „Barth“ Birkenstock als Anführer der Kinderdetektive und hatte damit eine der Hauptrollen.

## Filmografie
- 2005–2008: Ein Fall für B.A.R.Z. (Fernsehserie, 30 Folgen)
- 2009: Eine für alle – Frauen können’s besser (Fernsehserie)
- 2011: SOKO Stuttgart – Auf die Plätze, fertig, los (Fernsehserie)
- 2012: 5 Tage Liebe – Trailer für Liebesroman von Adriana Popescu
- 2013: SOKO Stuttgart – Rache (Fernsehserie)
- 2014: 16 über Nacht! (Fernsehfilm)
- 2014: Der Andi ist wieder da
- 2015: Johannes, du Idiot! (Kurzfilm)